# Pectobacterium carotovorum
Espèce
Pectobacterium carotovorum (synonyme : Erwinia carotovora) est une espèce de bactéries de la famille des Enterobacteriaceae.
Cette bactérie est un agent pathogène des plantes avec une gamme d'hôte variée. Elle provoque notamment la nécrose vasculaire de la betterave et, chez la pomme de terre, les symptômes de la pourriture molle bactérienne et de la jambe noire.

## Liste des sous-espèces
Selon NCBI (12 mars 2011) :
- sous-espèce Pectobacterium carotovorum subsp. brasiliensis
  - Pectobacterium carotovorum subsp. brasiliensis PBR1692
- sous-espèce Pectobacterium carotovorum subsp. carotovorum
  - Pectobacterium carotovorum subsp. carotovorum PC1
  - Pectobacterium carotovorum subsp. carotovorum WPP14
- sous-espèce Pectobacterium carotovorum subsp. odoriferum